# Piskinc
Piskinc románul: Pișchinți, falu Romániában, Erdélyben, Hunyad megyében.

## Fekvése
Szászvárostól északkeletre fekvő település.

## Története
Piskinc, Piskenc nevét 1387-ben említette először oklevél Pyskench néven.
1439-ben, 1505-ben p. Pyskencz, 1520-ban p. Pyskench, 1733-ban Piskincz, 1805-ben Piskintz, 1808 Piskincz, Peskinczul, 1861-ben Piskincz, 1913-ban Piskinc néven írták.
1520-ban a Piskenczi ~ Arani ~ Arani Porkoláb, Rápolti, Macskási, Macskási Tárnok, Bélai családok birtoka volt.(Cs 5: 125).
A trianoni békeszerződés előtt Hunyad vármegye Szászvárosi járásához tartozott.
1910-ben 584 görögkeleti ortodox román lakosa volt.

## Források

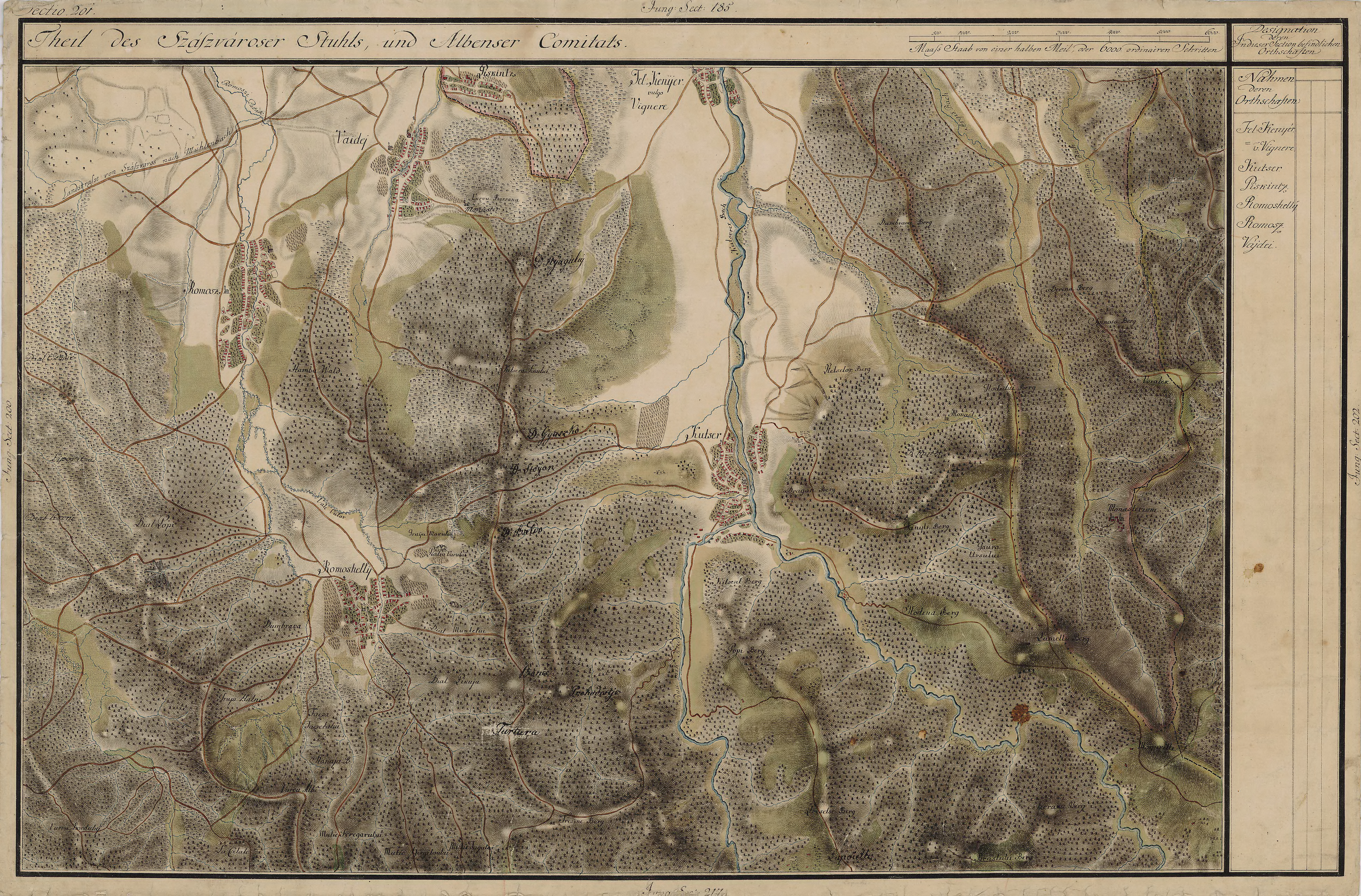
Piskinc egy régi, az 1700-as évekből való térképen